# US Open-mesterskabet i damedouble 2017
US Open-mesterskabet i damedouble 2017 var den 129. turnering om US Open-mesterskabet i damedouble. Turneringen var en del af US Open 2017 og blev spillet i USTA Billie Jean King National Tennis Center i New York City, USA i perioden 31. august - 10. september 2017.
Mesterskabet blev vundet af Martina Hingis og Chan Yung-Jan, som i finalen besejrede Lucie Hradecká og Kateřina Siniaková med 6-3, 6-2 i en kamp, hvor aldrig fik en breakbold imod sig, og i en turnering, hvor de ikke tabte et eneste sæt. Dermed vandt det schweizisk-taiwanesiske par deres syvende turnering i 2017, men det var deres første grand slam-titel som makkere.
Sejren var Hingis' 25. grand slam-titel i karrieren i alt og den 13. grand slam-titel i damedouble. Hun havde to gange tidligere vundet US Open-mesterskabet i damedouble, i 1998 sammen med Jana Novotná og i 2015 sammen med Sania Mirza, og sejren var hendes sjette US Open-titel i alt. Chan Yung-Jan havde til gengæld aldrig tidligere vundet en grand slam-turnering, selvom hun tre gange havde været i en finale.
Bethanie Mattek-Sands og Lucie Šafářová var forsvarende mestre, men Mattek-Sands stillede ikke op til titelforsvaret på grund af den skade, hun pådrog sig under Wimbledon-mesterskaberne tidligere på sæsonen. I stedet stillede Šafářová op med Barbora Strýcová som makker, og det tjekkiske par tabte i semifinalen til deres landsmænd Lucie Hradecká og Kateřina Siniaková.

## Pengepræmier og ranglistepoint
Den samlede præmiesum til spillerne i damedouble androg $ 2.967.000 (ekskl. per diem), hvilket var en stigning på knap 9 % i forhold til året før.
| Resultat               | Pengepræmier | Pengepræmier | Ændring ift. 2016 | WTA-point |
| Resultat               | Pr. par      | Total        | Ændring ift. 2016 | WTA-point |
| ---------------------- | ------------ | ------------ | ----------------- | --------- |
| Vindere (1)            | $ 675.000    | $ 675.000    | +8,0 %            | 2.000     |
| Finalister (1)         | $ 340.000    | $ 340.000    | +9,7 %            | 1.300     |
| Semifinalister (2)     | $ 160.000    | $ 320.000    | +6,7 %            | 780       |
| Kvartfinalister (4)    | $ 82.000     | $ 328.000    | +9,3 %            | 430       |
| Tabere i 3. runde (8)  | $ 44.000     | $ 352.000    | +10,0 %           | 240       |
| Tabere i 2. runde (16) | $ 26.500     | $ 424.000    | +8,2 %            | 130       |
| Tabere i 1. runde (32) | $ 16.500     | $ 528.000    | +9,0 %            | 10        |
| Samlet præmiesum       | -            | $ 2.967.000  | +8,6 %            | -         |

## Turnering

### Deltagere
Turneringen har deltagelse af 64 par, der er fordelt på:
- 57 direkte kvalificerede par i form af deres ranglisteplacering.
- 7 par, der har modtaget et wildcard.

#### Seedede par
De 16 bedst placerede af parrene på WTA's verdensrangliste blev seedet:
| Seedning | Rang. | Spiller                                       | Resultat     |
| -------- | ----- | --------------------------------------------- | ------------ |
| 1        | 6     | Jekaterina Makarova Jelena Vesnina            | Tredje runde |
| 2        | 11    | Chan Yung-Jan Martina Hingis                  | Mestre       |
| 3        | 12    | Lucie Šafářová Barbora Strýcová               | Semifinale   |
| 4        | 18    | Sania Mirza Peng Shuai                        | Semifinale   |
| 5        | 26    | Tímea Babos Andrea Hlaváčková                 | Kvartfinale  |
| 6        | 29    | Ashleigh Barty Casey Dellacqua                | Anden runde  |
| 7        | 31    | Lucie Hradecká Kateřina Siniaková             | Finale       |
| 8        | 40    | Anna-Lena Grönefeld Květa Peschke             | Første runde |
| 9        | 48    | Gabriela Dabrowski Xu Yifan                   | Kvartfinale  |
| 10       | 49    | Abigail Spears Katarina Srebotnik             | Første runde |
| 11       | 55    | Kiki Bertens Johanna Larsson                  | Tredje runde |
| 12       | 58    | Hsieh Su-Wei Monica Niculescu                 | Tredje runde |
| 13       | 63    | Kristina Mladenovic Anastasija Pavljutjenkova | Tredje runde |
| 14       | 64    | Andreja Klepač María José Martínez Sánchez    | Kvartfinale  |
| 15       | 71    | Makoto Ninomiya Renata Voráčová               | Første runde |
| 16       | 77    | Nao Hibino Alicja Rosolska                    | Anden runde  |

#### Wildcards
Syv par modtog et wildcard til turneringen.
| Rang. | Par                              | Resultat     |
| ----- | -------------------------------- | ------------ |
| 359   | Kayla Day Caroline Dolehide      | Anden runde  |
| 477   | Julia Boserup Nicole Gibbs       | Anden runde  |
| 575   | Kristie Ahn Irina Falconi        | Første runde |
| 1011  | Amanda Anisimova Emina Bektas    | Første runde |
| 1087  | Jacqueline Cako Sachia Vickery   | Anden runde  |
| 1331  | Francesca Di Lorenzo Allie Kiick | Første runde |
| -     | Taylor Johnson Claire Liu        | Første runde |

### Resultater

#### Kvartfinaler, semifinaler og finale
| Andreja Klepač        |
| M.J. Martínez Sánchez |

| Lucie Hradecká     |
| Kateřina Siniaková |

| Lucie Hradecká     |
| Kateřina Siniaková |

| Lucie Šafářová   |
| Barbora Strýcová |

| Lucie Šafářová   |
| Barbora Strýcová |

| Gabriela Dabrowski |
| Xu Yifan           |

| Lucie Hradecká     |
| Kateřina Siniaková |

| Tímea Babos       |
| Andrea Hlaváčková |

| Chan Yung-Jan  |
| Martina Hingis |

| Sania Mirza |
| Peng Shuai  |

| Sania Mirza |
| Peng Shuai  |

| Chan Hao-Ching |
| Zhang Shuai    |

| Chan Yung-Jan  |
| Martina Hingis |

| Chan Yung-Jan  |
| Martina Hingis |

#### Første, anden og tredje runde
| Jekaterina Makarova |
| Jelena Vesnina      |

| Jennifer Brady |
| Alison Riske   |

| Jekaterina Makarova |
| Jelena Vesnina      |

| Catherine Bellis    |
| Markéta Vondroušová |

| Nadiia Kitjenok     |
| Anastasia Rodionova |

| Nadiia Kitjenok     |
| Anastasia Rodionova |

| Jekaterina Makarova |
| Jelena Vesnina      |

| Elise Mertens |
| Demi Schuurs  |

| Andreja Klepač        |
| M.J. Martínez Sánchez |

| Eugenie Bouchard |
| Jeļena Ostapenko |

| Elise Mertens |
| Demi Schuurs  |

| Shelby Rogers   |
| Coco Vandeweghe |

| Andreja Klepač        |
| M.J. Martínez Sánchez |

| Andreja Klepač        |
| M.J. Martínez Sánchez |

| Kiki Bertens    |
| Johanna Larsson |

| Julia Görges |
| Olga Savtjuk |

| Kiki Bertens    |
| Johanna Larsson |

| Naomi Osaka         |
| Francesca Schiavone |

| Julia Boserup |
| Nicole Gibbs  |

| Julia Boserup |
| Nicole Gibbs  |

| Kiki Bertens    |
| Johanna Larsson |

| Naomi Broady |
| Darija Jurak |

| Lucie Hradecká     |
| Kateřina Siniaková |

| Mona Barthel    |
| Carina Witthöft |

| Mona Barthel    |
| Carina Witthöft |

| Alizé Cornet |
| Xenia Knoll  |

| Lucie Hradecká     |
| Kateřina Siniaková |

| Lucie Hradecká     |
| Kateřina Siniaková |

| Lucie Šafářová   |
| Barbora Strýcová |

| Christina McHale |
| Heather Watson   |

| Lucie Šafářová   |
| Barbora Strýcová |

| Alla Kudrjavtseva |
| Zheng Saisai      |

| Alla Kudrjavtseva |
| Zheng Saisai      |

| Taylor Johnson |
| Claire Liu     |

| Lucie Šafářová   |
| Barbora Strýcová |

| Jacqueline Cako |
| Sachia Vickery  |

| Ljudmyla Kitjenok  |
| Barbora Krejčíková |

| Océane Dodin  |
| Tatjana Maria |

| Jacqueline Cako |
| Sachia Vickery  |

| Ljudmyla Kitjenok  |
| Barbora Krejčíková |

| Ljudmyla Kitjenok  |
| Barbora Krejčíková |

| Makoto Ninomiya |
| Ranata Voráčová |

| Gabriela Dabrowski |
| Xu Yifan           |

| Mirjana Lučić-Baroni |
| Andrea Petkovic      |

| Gabriela Dabrowski |
| Xu Yifan           |

| Madison Brengle   |
| Varvara Lepchenko |

| Lara Arruabarrena      |
| Arantxa Parra Santonja |

| Lara Arruabarrena      |
| Arantxa Parra Santonja |

| Gabriela Dabrowski |
| Xu Yifan           |

| Shuko Aoyama  |
| Yang Zhaoxuan |

| Shuko Aoyama  |
| Yang Zhaoxuan |

| Amanda Anisimova |
| Emina Bektas     |

| Shuko Aoyama  |
| Yang Zhaoxuan |

| Natela Dzalamidze    |
| Veronika Kudermetova |

| Ashleigh Barty  |
| Casey Dellacqua |

| Ashleigh Barty  |
| Casey Dellacqua |

| Tímea Babos       |
| Andrea Hlaváčková |

| Nina Stojanović        |
| Natalija Vikhljantseva |

| Tímea Babos       |
| Andrea Hlaváčková |

| Raquel Atawo   |
| Sabine Lisicki |

| Raquel Atawo   |
| Sabine Lisicki |

| Nicole Melichar |
| Anna Smith      |

| Tímea Babos       |
| Andrea Hlaváčková |

| Francesca Di Lorenzo |
| Allie Kiick          |

| Hsieh Su-Wei     |
| Monica Niculescu |

| Eri Hozumi |
| Miyu Kato  |

| Eri Hozumi |
| Miyu Kato  |

| Kirsten Flipkens  |
| Aleksandra Krunić |

| Hsieh Su-Wei     |
| Monica Niculescu |

| Hsieh Su-Wei     |
| Monica Niculescu |

| Nao Hibino      |
| Alicja Rosolska |

| Kateryna Bondarenko |
| Liang Chen          |

| Nao Hibino      |
| Alicja Rosolska |

| Kristie Ahn   |
| Irina Falconi |

| Sorana Cîrstea      |
| Sara Sorribes Tormo |

| Sorana Cîrstea      |
| Sara Sorribes Tormo |

| Sorana Cîrstea      |
| Sara Sorribes Tormo |

| Viktorija Golubic |
| Kristýna Plíšková |

| Sania Mirza |
| Peng Shuai  |

| Jana Čepelová        |
| Magdaléna Rybáriková |

| Jana Čepelová        |
| Magdaléna Rybáriková |

| Petra Martić |
| Donna Vekić  |

| Sania Mirza |
| Peng Shuai  |

| Sania Mirza |
| Peng Shuai  |

| Anna-Lena Grönefeld |
| Květa Peschke       |

| Chuang Chia-Jung |
| Misaki Doi       |

| Chuang Chia-Jung |
| Misaki Doi       |

| Irina-Camelia Begu |
| Raluca Olaru       |

| Daria Gavrilova |
| Darja Kasatkina |

| Daria Gavrilova |
| Darja Kasatkina |

| Daria Gavrilova |
| Darja Kasatkina |

| Chan Hao-Ching |
| Zhang Shuai    |

| Chan Hao-Ching |
| Zhang Shuai    |

| Lauren Davis       |
| Megan Moulton-Levy |

| Chan Hao-Ching |
| Zhang Shuai    |

| Kayla Day         |
| Caroline Dolehide |

| Kayla Day         |
| Caroline Dolehide |

| Abigail Spears     |
| Katarina Srebotnik |

| Kristina Mladenovic |
| A. Pavljutjenkova   |

| Beatriz Haddad Maia |
| Ana Konjuh          |

| Kristina Mladenovic |
| A. Pavljutjenkova   |

| Wang Qiang |
| Wang Yafan |

| Wang Qiang |
| Wang Yafan |

| Sloane Stephens |
| Taylor Townsend |

| Kristina Mladenovic |
| A. Pavljutjenkova   |

| Asia Muhammad    |
| Ajla Tomljanović |

| Chan Yung-Jan  |
| Martina Hingis |

| Jelena Janković      |
| Anastasija Sevastova |

| Jelena Janković      |
| Anastasija Sevastova |

| Julija Putintseva |
| Arina Rodionova   |

| Chan Yung-Jan  |
| Martina Hingis |

| Chan Yung-Jan  |
| Martina Hingis |